# Calycidoris guentheri
Calycidoris guentheri is een slakkensoort uit de familie van de Onchidorididae. De wetenschappelijke naam van de soort is voor het eerst geldig gepubliceerd in 1876 door Abraham.